# Sebastian Chmara
Sebastian Chmara (né le 21 novembre 1971 à Bydgoszcz) est un athlète polonais, spécialiste du décathlon.

## Carrière
Il remporte le concours de l'heptathlon des Championnats d'Europe en salle 1998 de Valence en réalisant la meilleure performance de sa carrière dans cette discipline avec 6 415 points. En début d'année 1999, Sebastian Chmara devient champion du monde en salle à Maebashi avec 6 386 points, devançant l'Estonien Erki Nool et le Tchèque Roman Šebrle.
Son record personnel au décathlon est de 8 566 points, établi le 17 mai 1998 à Alhama de Murcia.

## Palmarès
| Date | Compétition                    | Lieu     | Place | Épreuve    | Performance |
| ---- | ------------------------------ | -------- | ----- | ---------- | ----------- |
| 1995 | Universiade                    | Fukuoka  | 2e    | Décathlon  | 8014 pts    |
| 1998 | Championnats d'Europe en salle | Valence  | 1er   | Heptathlon | 6415 pts    |
| 1999 | Championnats du monde en salle | Maebashi | 1er   | Heptathlon | 6386 pts    |

## Records personnels
- 100 m - 11 s 17 (1997)
- 400 m - 48 s 24 (1997)
- 110 m haies - 14 s 68 (1995)
- Saut en hauteur - 2,14 m (2001)
- Saut à la perche - 4,80 m (1995)
- Saut en longueur - 7,56 m (1997)
- Lancer du poids - 15,21 m (1997)
- Lancer du disque - 40,04 m (1995)
- Lancer du javelot - 58,02 m (2000)
- Décathlon - 8 566 pts (1998)